# Muriel Pollock
Muriel Pollock (Nueva York, 21 de enero de 1895-Hollywood, 25 de mayo de 1971) fue una cantautora, compositora, pianista y organista estadounidense. Escribió e interpretó música para espectáculos de Broadway, para programas de radio, para obras de teatro infantil y para rollos de piano.

## Biografía
Mary Pollock nació en el distrito de Kingsbridge, Nueva York. Hija de Joseph Pollock y Rose Graff, ambos eran inmigrantes de Rusia. Su padre tenía un quiosco de periódicos. Estudió en el Instituto de Arte Musical de Nueva York, precursor de la Juilliard School.

## Trayectoria
Cuando era joven, Pollock tocaba el órgano en salas de cine mudo, y trabajaba en el quiosco de periódicos de su padre. En 1914 escribió el musical Mme. Pom Pom, con Marie Wardall y en el mismo año escribió "Carnival", destinada a la recaudación de fondos para el Sanatorio de Niños Hebreos en Rockaway Park. Las obras de Pollock en Broadway incluyeron Jack y Jill (1923), en los que colaboró con  "música adicional"; Rio Rita (1927-1928) y Ups-a Daisy (1928), en la que apareció tocando el piano a dúo con Constance Mering; Pleasure Bound (1929), para la que escribió la música; y la revista musical Shoot the Works (1931), para la que escribió música y letra.
Pollock trabajó en Mel-o-Dee Music Company y Rhythmodik Music Corporation, componiendo, arreglando y tocando obras para piano roll. Más tarde interpretó a dúo con Vee Lawnhurst, como The Lady Bugs o The Lady Fingers, y tocó un dueto de piano con George Gershwin. En 1922 cantó y tocó el piano en las Bermudas, en un gran concierto en la Colonial Opera House. Hizo muchas grabaciones entre 1927 y 1934, la mayoría de ellas en el sello Edison. Era una pianista habitual en programas de radio, a veces tocando sus propias "composiciones especialmente para la radio", y a veces tocando otras obras o acompañando a otros intérpretes. Se convirtió en miembro de ASCAP en 1933. Después de su segundo matrimonio, escribió música para programas infantiles usando el seudónimo de Molly Donaldson, basada en cuentos de hadas o vidas de personajes históricos, pero el traslado de su familia a California supuso casi el abandono de su trabajo en la radio.

## Biografía
Muriel Pollock se casó en 1925 con su primer marido, Leon Leroy Groll, del que se divorció en 1930. Se convirtió en madrastra del actor infantil Ted Donaldson cuando se casó en 1933 con su padre viudo, el compositor Will Donaldson. Will Donaldson murió en 1954. Muriel Pollock murió en 1971, a los 76 años, en Hollywood. Legó la financiación para una beca de artes liberales en Los Angeles City College. Las grabaciones remasterizadas de Pollock están disponibles en formatos actualizados, incluido un CD de 1998, titulado Keyboards of the Gershwin Era, Volume VI.